# Ophiarachnella snelliusi
Ophiarachnella snelliusi är en ormstjärneart som först beskrevs av A.H. Clark 1964.  Ophiarachnella snelliusi ingår i släktet Ophiarachnella och familjen Ophiodermatidae. Inga underarter finns listade i Catalogue of Life.